# Кръстна връзка
Кръстната връзка представлява две сухожилия, намиращи се под формата на буквата Х едно спрямо друго. Среща се в някои стави на човешкото и животинското тяло - колене, врат, стъпало.

## Кръстна връзка на коляното
В човешкото коляно има две кръстни връзки – предна и задна. Те свързват горната (femur) с долната (tibia) кост вътре в ставната кухина и образуват Х-образна структура, която стабилизира коляното при сили, действащи отпред-назад и отзад-напред.
Предната кръстна връзка е най-често уврежданото от четирите сухожилия в коляното (предна и задна кръстна връзка, вътрешна и външна странична връзка). Обикновено тя бива засягана при следните движения в коляното: внезапно спиране, усукване, промяна в оста или посоката на ставата, екстремно преразгъване на коляното или директен удар от външната страна на подбедрицата. Тези увреждания се срещат често сред спортисти - футболисти, баскетболисти, борци, ръгбисти и скиори. Задната кръстна връзка най-често тя се наранява при директен удар отпред на коляното: например при удар на коляното в кормилната колона при автомобилен инцидент или при твърдо приземяване при сгънати колене по време на спорт. Сред спортистите тези травми се срещат най-често при футболисти, баскетболисти и ръгбисти.
За първи път успешно излекуване на увредени предни и задни кръстни връзки на коляното е споменато през 1903 г., а пациентът - миньор, пострадал при земно свличане, си възвръща почти напълно нормалните функции на коляното.